# Agathe Uwilingiyimana
Agathe Uwilingiyimana (Nyaruhengeri, 23 maggio 1953 – Kigali, 7 aprile 1994) è stata una politica ruandese.
Fu Primo ministro del Ruanda dal 18 luglio 1993 fino alla sua morte, avvenuta in seguito a un attentato all'inizio del genocidio ruandese del 1994. È stata la prima e sinora unica donna a ricoprire la carica di Primo ministro del paese.